# Mundaya Balembo
Mundaya Balembo est une ancienne footballeuse  congolaise . Elle a été membre de l'équipe nationale féminine de la République Démocratique du Congo.

## Carrière internationale
Mundaya a été sélectionnée pour la République Démocratique du Congo au niveau senior lors de deux qualifications pour la coupe d'Afrique  des Nations féminines (2002 et 2006).

### Objectifs internationaux
Les scores et les résultats indiquent que la République Démocratique du Congo a marqué en premier .
| Non. | Date         | Lieu                 | Adversaire | Score | Résultat | Concours                                                 | Réf. |
| ---- | ------------ | -------------------- | ---------- | ----- | -------- | -------------------------------------------------------- | ---- |
| 1    | 25 mars 2006 | ? , Chingola, Zambie | Zambie     | 1–0   | 3–2      | Qualification pour le Championnat d'Afrique féminin 2006 |      |